# Misión Internacional Independiente de determinación de los hechos sobre Irán
La Misión Internacional Independiente de determinación de los hechos sobre Irán es una misión de observación establecida por el Consejo de Derechos Humanos de las Naciones Unidas el 24 de noviembre de 2022 mediante la resolución S35/1 y presidida por Sara Hossain para documentar el deterioro de la situación de los derechos humanos en la República Islámica de Irán. El 4 de abril de 2024, el Consejo votó a favor de prorrogar el mandato de la misión de investigación por un año más mediante la resolución 55/19.

## Estructura
Para 2025, la misión está integrada por los siguientes miembros:
- Sara Hossain (presidente)
- Shaheen Sardar Ali
- Viviana Krsticevic